# Miłaczew (Konin)
Pour les articles homonymes, voir Miłaczew.
Miłaczew (prononciation : [miˈwat͡ʂɛf]) est un village polonais de la gmina de Kleczew dans le powiat de Konin de la voïvodie de Grande-Pologne dans le centre-ouest de la Pologne.
Il se situe à environ 6 kilomètres à l'ouest de Kleczew (siège de la gmina), à 22 kilomètres au nord-ouest de Konin (siège du powiat) et à 81 kilomètres à l'est de Poznań (capitale régionale).
Le village possédait une population de 120 habitants en 2006.

## Histoire
De 1975 à 1998, le village faisait partie du territoire de la voïvodie de Konin.

Depuis 1999, Miłaczew est situé dans la voïvodie de Grande-Pologne.